# Vértessomló
Vértessomló là một thị trấn thuộc hạt Komárom-Esztergom, Hungary. Thị trấn này có diện tích 22,29 km², dân số năm 2010 là 1340 người, mật độ 60 người/km².